# أحمد التهامي
أحمد التهامي (27 أكتوبر 1976 -)، ممثل مصري. بدأ مسيرته الفنية في فيلم (دقي يا مزيكا)، وظهر لاحقًا في عدة أعمال درامية مثل (المرافعة)، و(فرقة ناجي عطالله).

## أعماله

### الأفلام
- 2000: الناظر
- 2001: بدر
- 2001: جحيم تحت الأرض
- 2002: أمير الظلام
- 2003: التجربة الدنماركية
- 2008: شعبان الفارس
- 2008: الزمهلوية
- 2008: شبه منحرف
- 2008: بوشكاش
- 2009: سكين وتفاحة
- 2009: فخفخينو
- 2009: حفل زفاف
- 2012: عمر وسلمى 3
- 2014: واحد صعيدي
- 2017: توتي فروتي
- 2018: الرجل الأخطر
- 2019: كازانوفا
- 2019: عيش حياتك
- 2019: عمر خريستو
- 2019: حملة فرعون
- 2020: زنزانة 7

### المسلسلات
- 2007: أصعب قرار
- 2008: تامر وشوقية (ج2)
- 2009: العيادة (ج2)
- 2010: أيام الحب والشقاوة
- 2012: فرقة ناجي عطا الله
- 2014: المرافعة
- 2015: يا أنا يا إنتي
- 2015: وش تاني
- 2017: هربانة منها
- 2017: كابتن أنوش (ج1)
- 2017: شاش في قطن
- 2018: يوميات زوجة مفروسة أوي (ج4)
- 2018: كلبش 2
- 2018: كابتن أنوش (ج2)
- 2018: عزمي وأشجان
- 2018: سرايا حمدين
- 2018: ربع رومي
- 2019: هوجان
- 2019: قيد عائلي
- 2019: قمر هادي
- 2019: طلقة حظ
- 2019: الضاهر
- 2019: البرنسيسة بيسة
- 2020: ونسني
- 2020: خط ساخن
- 2021: فارس بلا جواز
- 2021: أحسن أب
- 2022: بيت الشدة

### المسرحيات
- 1999: بودي جارد

## روابط خارجية
- أحمد التهامي على موقع الدهليز
- أحمد التهامي على موقع قاعدة بيانات الأفلام العربية